# 논리합

논리합(disjunction, 論理合, OR)이란 수리 논리학에서 주어진 복수 명제에 적어도 1개 이상의 참이 있는지를 나타내는 논리 연산이다. 두 명제 P, Q에 대하여 논리합은 P ∨ Q라고 기록하고 P 또는 Q라고 읽는다.

## 예시
- 내 키는 160cm 이상이다.
- 내 몸무게는 50kg 이상이다.

위 두 명제의 논리합은
- 내 키는 160cm 이상이거나 나의 몸무게는 50kg 이상이다.

가 된다.

## 특징
P ∨ Q 은 부정과 논리곱을 사용했다. ¬(¬P ∧ ¬Q) 와 동일하다. 따라서, 논리합은 부정과 논리곱으로 나타낼 수 있다.
P ∨ Q = ¬(¬P ∧ ¬Q)
반대로, 논리곱은 논리합과 부정으로 나타낼 수 있다.
P ∧ Q = ¬(¬P ∨ ¬Q)

### 진리표
| 명제 P | 명제 Q | P ∨ Q |
| ------ | ------ | ----- |
| 참     | 참     | 참    |
| 참     | 거짓   | 참    |
| 거짓   | 참     | 참    |
| 거짓   | 거짓   | 거짓  |

## 같이 보기
- 부정논리합
- 진리값
- 진리표
- 불 대수
- 벤 다이어그램